# Fave
Die Fave ist ein Fluss in Frankreich, der im Département Vosges in der Region Grand Est verläuft.

## Geographie

### Verlauf
Die Fave entspringt am Col de la Hingrie, im Gemeindegebiet von Lubine, entwässert generell in südwestlicher Richtung durch den Regionalen Naturpark Ballons des Vosges und mündet nach 22 Kilometern knapp südöstlich von Saint-Dié-des-Vosges als rechter Nebenfluss in die Meurthe.

### Zuflüsse
- Ruisseau des Osieres (links), 3,8 km
- Ruisseau des Mines (rechts), 1,7 km
- Ruisseau de la Chevre (links), 2,6 km
- Ruisseau du Chinet (links), 1,4 km
- Ruisseau de Dirangoutte (links), 1,8 km
- Ruisseau de Ste-Catherine (rechts), 5,6 km
- Ruisseau de la Petite Fosse (rechts), 4,9 km
- Ruisseau le Droit-Lit (rechts), 2,9 km
- Ruisseau le Bleu (links), 8,5 km
- Ruisseau de Frapelle (rechts), 2,1 km
- Goutte Morel (links), 4,2 km
- Ruisseau de Combrimont (links), 1,4 km
- Ruisseau la Grande Goutte (rechts), 4,1 km
- Ruisseau la Morte (links), 14,3 km
- Ruisseau du Pain (rechts), 2,9 km
- Ruisseau de Coinches (links), 4,6 km
- Ruisseau de l'Aunaie (rechts), 5,3 km
- Ruisseau de Basses Fosses (rechts), 3,0 km

### Orte am Fluss
- Lubine
- Provenchères-et-Colroy
- Neuvillers-sur-Fave
- Remomeix